# Eccoptomera infuscata
Eccoptomera infuscata is een vliegensoort uit de familie van de afvalvliegen (Heleomyzidae). De wetenschappelijke naam van de soort is voor het eerst geldig gepubliceerd in 1918 door Wahlgren.